# Stabat Mater (romanzo)
Stabat Mater è un romanzo di Tiziano Scarpa del 2008, vincitore del Premio Strega nel 2009.
Ambientato all'inizio del XVIII secolo a Venezia, il romanzo tratta della condizione delle giovani orfane del Pio Ospedale della Pietà.

## Trama
Venezia, inizi del Settecento. Cecilia, sedici anni, è ospite del Pio Ospedale della Pietà, abbandonata in fasce dalla madre. Il suo orizzonte di vita è chiuso fra le mura di questa istituzione caritatevole che si occupa dell'educazione delle orfane. Fino da bambina, ha preso l'abitudine di andare a rifugiarsi di notte in un cantuccio isolato dell'edificio, e qui scrivere lettere alla madre che non ha mai conosciuto. In realtà mette su carta i suoi pensieri, il suo tentativo di comprendere il mondo esterno, che ha potuto conoscere solo attraverso il filtro imposto dall'istituzione religiosa.
Ancora bambina ha assistito, nel cuore della notte, a una donna che si sgravava di un neonato, e le viene il sospetto di essere a sua volta figlia di una giovane suora o di una delle orfanelle più grandi; ma non ha mai scoperto l'identità di chi le ha dato la vita. Nel tempo ha sviluppato anche un rapporto dialettico con l'immagine della morte che nella sua immaginazione lei talvolta sostituisce come interlocutrice a quella della madre.
Come molte delle ospiti dell'orfanotrofio, Cecilia è una musicista, suona il violino nella prestigiosa orchestra femminile e ha raggiunto un ottimo livello esecutivo. L'anziano prete che ha curato la sua preparazione musicale ormai da tempo non è più in grado di stimolare la creatività delle suonatrici, che continuano invariabilmente e stancamente ad eseguire sempre i medesimi brani. Durante le loro esibizioni pubbliche, suonano nascoste dietro una grata che permette di udire le note e le voci, ma le nasconde agli occhi degli ascoltatori. È per questa ragione che talvolta uno dei generosi benefattori chiede di poterle vedere in volto: per esempio quando un gruppo selezionato di ragazze si reca a suonare per un anziano in fin di vita, il quale chiede come ultimo desiderio per il proprio lascito all'Ospitale che le ragazze levino la maschera che copre la parte superiore dei loro volti. Il mistero della musica affascina gli ascoltatori uomini.
Tutto cambia per Cecilia quando arriva un nuovo maestro di musica: si tratta di un giovane prete dai capelli rossi, don Antonio Vivaldi, che fa scoprire alle allieve come sia possibile tramite i suoni produrre stati d'animo a loro sconosciuti. L'uomo nota subito le capacità di Cecilia, che diventa una delle sue favorite.
Durante una delle lunghe notti insonni, la ragazza lo incontra nelle sale deserte e inizia poco per volta a confidarsi con lui come prima faceva con la Morte. La sua curiosità di conoscere la donna che le ha dato la vita non si esaurisce, alimentata da episodi come l'annegamento di gattini neonati da parte di una suora. Suor Teresa per compassione le mostra il segno di riconoscimento con il quale fu abbandonata, neonata: una rosa dei venti strappata a metà. Accade talvolta che le madri vengano a reclamare alcune bambine, presentando come prova i segni di riconoscimento, così come accade che alcune siano chieste in moglie da figli cadetti di famiglie facoltose, affascinate dalla musica.
Cecilia si ribella a questa possibilità, ma si accorge che don Antonio la espone in pubblico il meno possibile. Lei crede si tratti di una sfiducia nelle sue capacità tecniche, ma il sacerdote conferma che teme di vederla prendere il volo per andare in sposa. Le propone un patto: sarà il primo violino dei suoi concerti, ma dovrà rifiutare qualsiasi proposta di matrimonio.
Cecilia si rende conto che quella di don Antonio nei suoi confronti è una gelosia di altro tipo, più pericolosa. Tutta la città adesso è affascinata dalla novità della sua musica, dai suoi concerti in tre soli movimenti, senza adagio di preambolo, dall'imitazione dei suoni della natura grazie alle note. Il suo tentativo di plasmare anche l'animo delle suonatrici però provoca la crisi finale con Cecilia: don Antonio le conduce a visitare il macello pubblico. Qui forza la mano della ragazza, costringendola a tagliare la gola a un agnello bloccato dalle mani del macellaio; è con le sue interiora che otterrà le corde per il violino di Cecilia.
A questo punto la ragazza è pronta per il gesto estremo di ribellione, l'affrancamento dall'ambiente rassicurante dell'Ospitale per prendere la via del mare, sulle labili tracce della madre, ma comunque lontano dalla claustrofobia del suo piccolo mondo.

## Critica
Il romanzo è stato accostato, per via di alcune analogie contenutistiche, al racconto di Anna Banti Lavinia fuggita, pubblicato negli anni Cinquanta.

## Edizioni
- Tiziano Scarpa, Stabat Mater, collana Supercoralli, Torino, Einaudi, 2008, ISBN 88-06-13878-2.
- Tiziano Scarpa, Stabat Mater, prefazione di Emanuele Trevi, collana I grandi premi letterari, Milano, Mondolibri, 2009, ISBN 88-06-13878-2.
- Tiziano Scarpa, Stabat Mater, collana SuperET, Torino, Einaudi, 2010, ISBN 978-88-06-20169-2.
- Tiziano Scarpa, Stabat Mater, prefazione di Emanuele Trevi, collana I capolavori del Premio Strega 9, Milano, Il Sole-24 ore, 2011, ISBN non esistente.
- Tiziano Scarpa, Stabat Mater, collana Le sfide della vita 3, allegato a Famiglia Cristiana, Cinisello Balsamo, San Paolo, 2017, ISBN non esistente.